# Psychoda acutilamina
Psychoda acutilamina és una espècie d'insecte dípter pertanyent a la família dels psicòdids que es troba a les illes Filipines (Negros) i Carolines.